# Plymouth (Michigan)
Plymouth è una città degli Stati Uniti d'America situata nella contea di Wayne, nello Stato del Michigan.